# Années 1580
Les années 1580 couvrent la période de 1580 à 1589.

## Évènements
- 1579-1593 : publication par les Frères tchèques de la Bible de Kralice, première traduction de la Bible en tchèque[1].
- 1580 :
  - bataille d'Alcántara. Conquête espagnole du Portugal et début de l'union personnelle entre le Portugal et l'Espagne (fin en 1640)[2].
  - première mission jésuite en Inde auprès de l’empereur moghol Akbar à Fatehpur Sikri[3].
- 1580–1585 : à Bahia (Brésil), développement d'un mouvement millénariste composé d'esclaves en fuite, la Santidade de Jaguaripe, écrasée par une alliance entre l’Église et les autorités politiques en 1586[4].
- 1581 : 
  - acte de La Haye ; indépendance des Provinces-Unies. Poursuite de la guerre de Quatre-Vingts Ans (1568-1648)[5].
  - le Parlement anglais proscrit la religion catholique[6].
- 1581-1600 : l’Inquisition portugaise décide la tenue de plus de 50 autodafés. Les Juifs convertis portugais se réfugient en Espagne[7].
- 1582 : 
  - paix de Jam Zapolski ; fin de la guerre de Livonie[8].
  - institution du calendrier grégorien[9].
  - en Inde, Akbar tente de tirer une synthèse des diverses religions, la Dîn-i-Ilâhî[10].
  - début de la mission jésuite en Chine dirigée par Matteo Ricci[11].
- 1585–1598 : huitième guerre de religion en France[12].
- 1585-1587 : expéditions de John Davis à la recherche du passage du Nord-Ouest[13].
- 1585-1604 : guerre anglo-espagnole[14].
- 1588 : défaite de l'Invincible Armada[14].
- 1588-1589 :  la Perse perd les régions de Hérat et de Mashhad au profit des Ouzbeks.
- Développement de la persécution contre les sorcières en l'Europe de l'Ouest[15].

## Personnages significatifs
- Akbar
- Altan Khan
- Anna Jagellon
- Boris Godounov
- Charles-Emmanuel de Savoie
- Élisabeth d'Angleterre
- Étienne Báthory
- Francis Drake
- Grégoire XIII
- Pedro Sarmiento de Gamboa
- Guillaume II de La Marck
- Henri III de France
- Henri IV de France
- Hideyoshi Toyotomi
- Michel de Montaigne
- Murad III
- Philippe II d'Espagne
- Rodolphe II du Saint-Empire
- Thomas Cavendish